# Bocchigliero

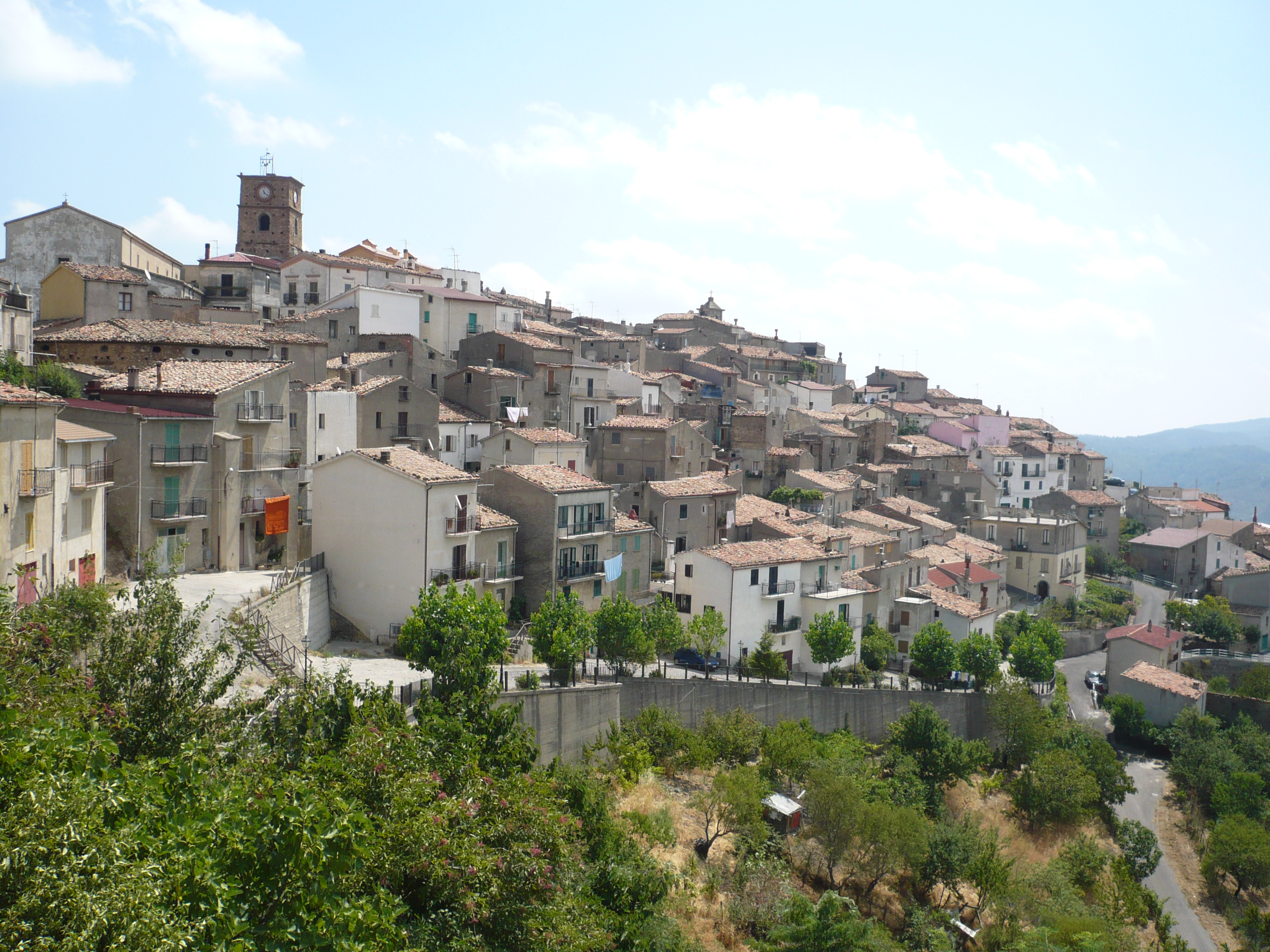
Bocchigliero

Bocchigliero is een gemeente in de Italiaanse provincie Cosenza (regio Calabrië) en telt 1818 inwoners (31-12-2004). De oppervlakte bedraagt 97,3 km², de bevolkingsdichtheid is 20 inwoners per km².
De volgende frazioni maken deel uit van de gemeente: calamitti.

## Demografie
Bocchigliero telt ongeveer 747 huishoudens. Het aantal inwoners daalde in de periode 1991-2001 met 37,3% volgens cijfers uit de tienjaarlijkse volkstellingen van ISTAT.
| Jaar | Inwoneraantal |
| ---- | ------------- |
| 1991 | 3026          |
| 2001 | 1897          |

## Geografie
De gemeente ligt op ongeveer 870 m boven zeeniveau.
Bocchigliero grenst aan de volgende gemeenten: Campana, Longobucco, Pietrapaola, San Giovanni in Fiore, Savelli (KR).